# 万佛楼
万佛楼位于中国陕西省榆林市榆阳区城区南大街，已列为陕西省文物保护单位。

## 保护
2008年9月16日，万佛楼公布为第四批陕西省文物保护单位，编号4-6-2。